# Nemotelus albirostris
Nemotelus albirostris är en tvåvingeart som beskrevs av Macquart 1850. Nemotelus albirostris ingår i släktet Nemotelus och familjen vapenflugor. Inga underarter finns listade i Catalogue of Life.